# Leopold Schlösser
Ludwig Leopold Schlösser, auch Schlosser oder Schloßer (* um 1805; † 1. April 1836 in Düsseldorf), war ein deutscher Landschaftsmaler der Düsseldorfer Schule.

## Leben
Schlösser weilte von Herbst 1828 bis Frühjahr 1829 mit seinem Berliner Lehrer Carl Blechen in Rom und in Neapel. In Rom wohnten sie im selben Haus wie die Landschaftsmaler Joseph Anton Koch und Johann Christian Reinhart. August Kopisch, Friedrich Thöming und Wilhelm Ahlborn trafen sie auf Capri.
Von 1832 bis 1836 war Schlösser Schüler des Landschaftsmalers Johann Wilhelm Schirmer an der Kunstakademie Düsseldorf. In den Schülerlisten der Düsseldorfer Akademie ist vermerkt, dass er 1835 „krank nach Berlin abgereist“ sei. Da Schlösser 1836 sehr jung in Düsseldorf verstarb, ist wenig über ihn bekannt.
Der Kunstschriftsteller und Kunstsammler Atanazy Raczyński befand, dass er „durch seine grosse Landschaft mit zwei Wölfen im Vordergrunde der schaurigen Wildnis eine hohe Meinung von seinem Talent erregt“ habe. Der Chronist Johann Josef Scotti notierte folgende Werke Schlössers in Düsseldorfer Ausstellungen:
- 1833: Abendlandschaft, die Fischerei am See, erworben von Friedrich von Preußen
- 1834: Gebirgslandschaft mit Wölfen
- 1835: Landschaft, See mit Fichtengehölz umgeben
- 1836: Eine Landschaft